# أنطونيو ديلفيم نيتو
أنطونيو ديلفيم نيتو (1 مايو 1928 - 12 أغسطس 2024)، هو عالم اقتصاد وأستاذ جامعي وعضو في الكونجرس برازيلي، شغل منصب وزير المالية والزراعة والتخطيط في البرازيل. خلال فترة توليه منصب وزير مالية البرازيل، شهدت البلاد ما يسمى بالمعجزة الاقتصادية، وهي فترة من النمو الاقتصادي غير المسبوق.